# Buddy Baer
Jacob Henry „Buddy” Baer (ur. 11 czerwca 1915 w Denver, zm. 18 lipca 1986 w Martinez) – amerykański bokser wagi ciężkiej, później aktor.

## Życiorys
Urodził się w Denver w stanie Kolorado. Pochodził z mieszanej rodziny. Jego ojciec Jacob Baer (1875–1938) był niepraktykującym żydem, a matka Dora Bales (1877–1938) protestantką irlandzko-szkockiego pochodzenia. Był młodszym bratem zawodowego mistrza świata w boksie w wadze ciężkiej Maxa Baera (1909–1959). 
Rozpoczął karierę boksera zawodowego w 1934, w roku, w którym jego brat został mistrzem świata. Był większy i potężniejszy od brata, lecz brakowało mu jego szybkości.
Do końca 1937 stoczył 46 walk, z których przegrał tylko trzy. W 1938 pokonał go Gunnar Bärlund. Wygrał 5 walk przed czasem w 1939, a jedna była no decision (z Lee Savoldem, w której zdaniem prasy Baer był lepszy). W 1940 zwyciężył w trzech walkach, zawsze przez nokaut lub techniczny nokaut. W 1941 najpierw przegrał z Eddiem Bluntem, a potem pokonał przez techniczny nokaut w 7. rundzie Tony’ego Galento.
23 maja tego roku w Waszyngtonie zmierzył się w walce o mistrzostwo świata wagi ciężkiej z obrońcą tytułu Joe Louisem. W 1. rundzie wyrzucił uderzeniem czempiona poza ring, jednak Louis zdołał powrócić przed wyliczeniem. W 6. rundzie Louis dwukrotnie powalił Baera na deski, a po gongu kończącym rundę uderzył go w tył głowy powodując trzeci nokdaun. Sekundant Baera protestował po gongu rozpoczynającym 7. rundę domagając się uznania faulu Louisa, jednak sędzia ringowy zdyskwalifikował Baera za niepodjęcie walki.
Pięściarze ci stoczyli walkę rewanżową 9 stycznia 1942 w Madison Square Garden w Nowym Jorku. Louis znokautował Baera w 1. rundzie, wcześniej dwukrotnie rzucając go na deski. Po tej walce Buddy Baer zakończył karierę bokserską.
Po wojnie z powodzeniem występował w filmach, m.in.: Abbott i Costello – Afrykańska przygoda (1949) jako Grappler McCoy, Quo vadis (1951) jako Ursus, Jaś i łodyga fasoli (1952) jako olbrzym i westernie Bezkresne niebo (1952) jako Romaine.
Zmarł 18 lipca 1986 w wieku 71 lat w Martinez w Kalifornii.